# High and Mighty (Uriah Heep)
High and Mighty è il nono album in studio del gruppo musicale britannico Uriah Heep, pubblicato nel giugno 1976. È l'ultimo con David Byron alla voce.

## Tracce
1. One Way or Another (Ken Hensley) – 4:37
2. Weep in Silence (Hensley, John Wetton) – 5:09
3. Misty Eyes (Hensley) – 4:15
4. Midnight (Hensley) – 5:40
5. Can't Keep a Good Band Down (Hensley) – 3:40
6. Woman of the World (Hensley) – 3:10
7. Footprints in the Snow (Hensley, Wetton) – 3:56
8. Can't Stop Singing (Hensley) – 3:15
9. Make a Little Love (Hensley) – 3:24
10. Confession (Hensley) – 2:14

## Formazione
- David Byron – voce
- Ken Hensley – organo, pianoforte, Moog, chitarra
- Mick Box – chitarra
- Lee Kerslake – batteria, percussioni
- John Wetton – basso, mellotron